# Nirvana (colonna sonora)
Nirvana è la colonna sonora dell'omonimo film di Gabriele Salvatores pubblicata nel 1997 dall'etichetta musicale Mercury Records e prodotta da Mauro Pagani e Federico De Robertis, autori anche di quattordici delle diciassette tracce presenti nell'album.
La traccia di apertura Whatever It Is è interpretata da Reeno degli Almamegretta: quest'ultimo e Pagani, coautori del brano, per l'occasione si presentano come "Now"; John Barleycorn è un brano dei Traffic dall'album John Barleycorn Must Die (1970); Sodade è un brano di morna interpretato dalla cantante capoverdiana Cesária Évora; Last Dance infine è un brano dub scritto ed eseguito da Eraldo Bernocchi e Bill Laswell.
Alla sua uscita il CD ha raggiunto il secondo posto nelle classifiche di vendita dedicate alle colonne sonore, oltre a fruttare a Mauro Pagani e Federico De Robertis la candidatura al David di Donatello nella categoria miglior musicista.

## Tracce
1. Now (Mauro Pagani e Raiz) – Whatever it is – 4:13 (Mauro Pagani, Gennaro Della Volpe)
2. Traffic – John Barleycorn (Must Die) – 6:22 (tradizionale, arr. Steve Winwood)
3. Mauro Pagani – Eqbirotz – 2:34 (Pagani)
4. Cesária Évora – Sodade – 4:54 (Armandio Cabral, Luis Morais)
5. Federico De Robertis – Hotels – 3:52 (Federico De Robertis)
6. Mauro Pagani – Chelsea Hotel – 3:27 (Pagani)
7. Federico De Robertis – Nirvana – 6:54 (De Robertis)
8. Eraldo Bernocchi, Bill Laswell – Last Dance – 3:41 (Eraldo Bernocchi, Bill Laswell)
9. Mauro Pagani – Town House – 1:51 (Pagani)
10. Federico De Robertis – Tema di Lisa – 1:45 (De Robertis)
11. Mauro Pagani – Jimi e Solo – 2:30 (Pagani)
12. Federico De Robertis – Lisa Mobile – 3:05 (De Robertis)
13. Mauro Pagani – Town House – 1:21 (Pagani)
14. Federico De Robertis – Windy City – 4:17 (De Robertis)
15. Mauro Pagani – Chronotape – 9:17 (Pagani)
16. Mauro Pagani – Tow Fu – 1:18 (Pagani)
17. Mauro Pagani – J. Milonga – 3:12 (Pagani)